# Richard Sulík

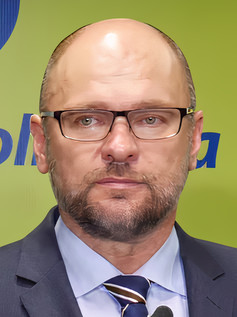
Richard Sulík (2019)

Richard Sulík (* 12. Januar 1968 in Bratislava) ist ein slowakischer Politiker und Unternehmer. Von 2009 bis 2024 war er Vorsitzender der von ihm gegründeten Partei Sloboda a Solidarita, für welche er von 2014 bis 2019 im Europäischen Parlament saß.
In der Slowakei war er von 2010 bis 2011 Nationalratspräsident in der Regierung Radičová, von März 2020 bis März 2021 slowakischer Wirtschaftsminister und Vize-Ministerpräsident in der Regierung Matovič, in selbigen Funktionen dann erneut von April 2021 bis September 2022 in der Regierung Heger.
Sulík hat einen Großteil seiner Kindheit in Deutschland verbracht und wurde im deutschsprachigen Raum einem größeren Publikum durch seine zahlreichen Auftritte bei politischen Talkshows sowie der Dokusoap Die Geissens bekannt.

## Leben

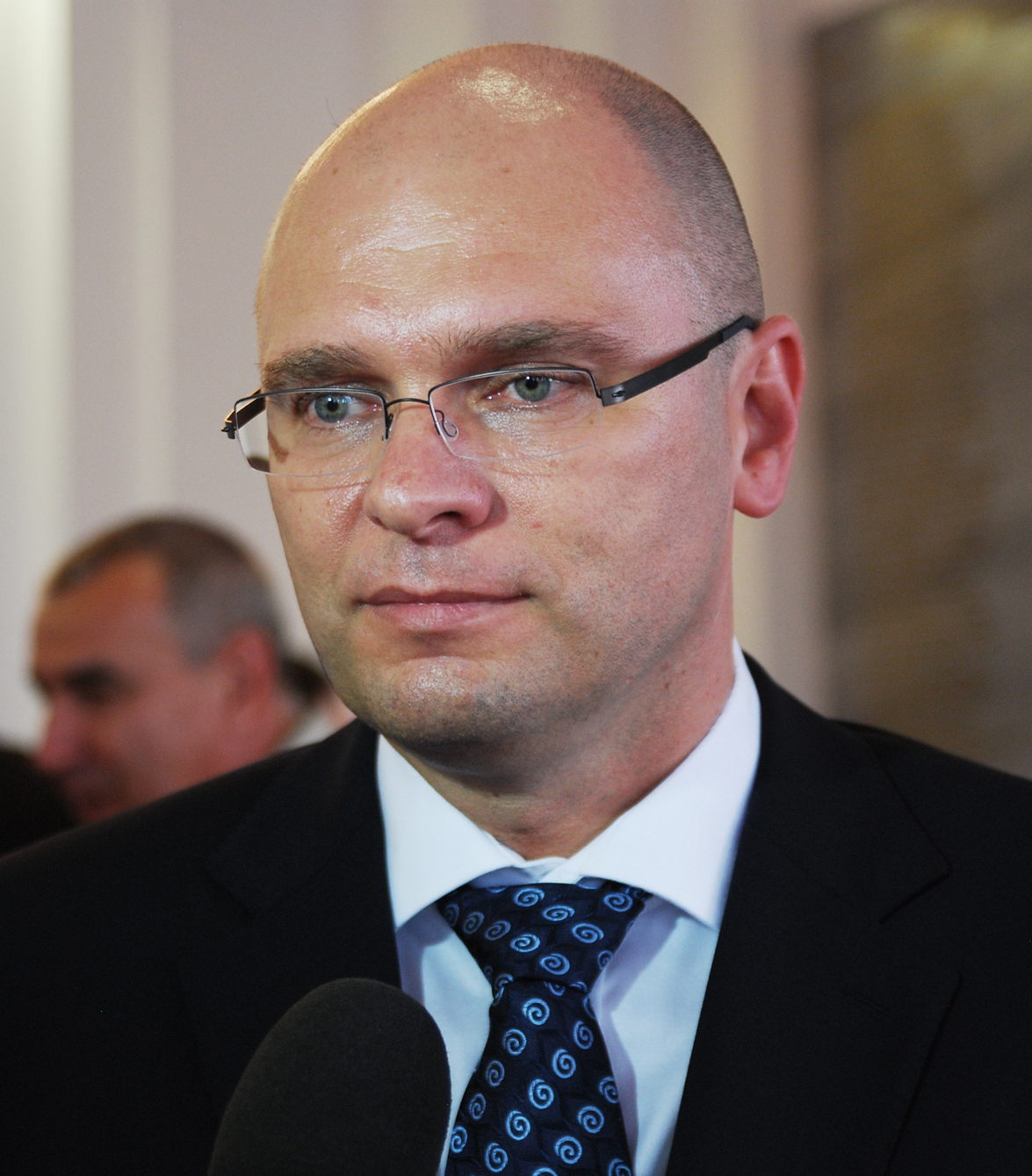
Richard Sulík (2011)

Sulík wurde am 12. Januar 1968 als eines von fünf Kindern eines Zahnarztes und einer Anwältin geboren. Von 1974 bis 1980 besuchte er die Grundschule Bratislava, im Jahr 1980 zog er im Alter von zwölf Jahren mit der gesamten Familie nach Deutschland. Dort besuchte er von 1980 bis 1984 die Realschule in München, Gelsenkirchen und schließlich Pforzheim. Von 1984 bis 1987 besuchte Sulík das Technische Gymnasium Pforzheim. Sulík studierte von 1987 bis 1989 Allgemeine Physik an der Technischen Universität München und von 1989 bis 1992 Betriebswirtschaftslehre an der Ludwig-Maximilians-Universität München, brach aber nach dem Vordiplom im Jahr 1992 sein Studium ab.
Nach dem Ende des Kalten Krieges kehrte er 1991 in die Tschechoslowakei zurück, gründete die Firma FaxCOPY und war für die nächsten zehn Jahre deren Leiter. 1998 begann er an der Wirtschaftsuniversität Bratislava zu studieren. Sein Studium schloss er dort im Jahr 2003 ab.

## Politische Karriere

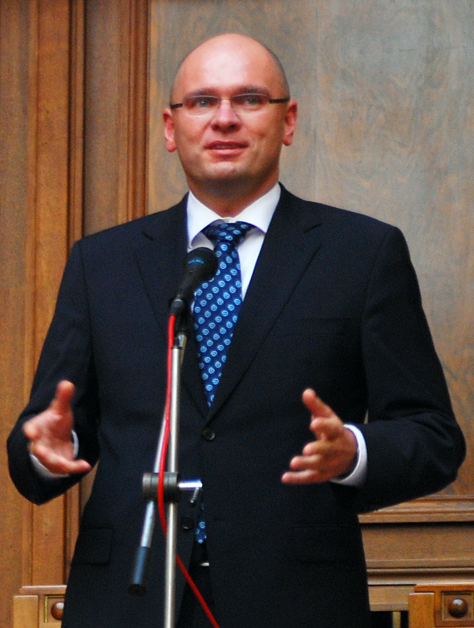
Richard Sulík (2011)

Nach dem Studienabschluss arbeitete er als Berater für das slowakische Finanzministerium unter Leitung von Minister Ivan Mikloš, das 2004 die von Sulík entworfene 19-Prozent-Einheitssteuer einführte. Danach war er von 2004 bis 2006 Vorsitzender des Bratislavaer Abfallwirtschaftsbetriebs und von Juli 2006 bis April 2007 noch einmal Berater für das Finanzministerium unter Leitung von Minister Ján Počiatek.
Anfang 2009 gründete er die liberale Partei Sloboda a Solidarita (SaS, Freiheit und Solidarität) und wurde auch ihr Vorsitzender. Bei den Parlamentswahlen am 12. Juni 2010 erreichte die SaS 12,42 % der Stimmen und stellt mit 22 Mandaten die drittstärkste Fraktion im slowakischen Parlament. Von Juli 2010 bis Oktober 2011 fungierte er als dessen Präsident. Am 11. Oktober 2011 stimmten Sulík und die Mitglieder seiner Partei nicht für die Aufstockung des Euro-„Rettungsschirms“ EFSF, was eine Regierungskrise auslöste.
Bei der Europawahl 2014 wurde Sulík ins Europäische Parlament gewählt.
Am 24. Oktober 2015 nahm er als Referent an der 4. Konferenz für Souveränität 2015 – Freiheit für Deutschland in Berlin des Compact-Magazins in Kooperation mit dem russischen Institut für Demokratie und Zusammenarbeit teil. Am 13. Februar 2016 war er zusammen mit Heinz-Christian Strache von der FPÖ als Stargast der Veranstaltung Europäische Visionen – Visionen für Europa des AfD-Führungspaars Frauke Petry und Marcus Pretzell angekündigt, sagte dann jedoch wenige Stunden vorher ab.
Am 6. März 2016 vertrat Sulík in der TV-Sendung Anne Will mit dem Titel Ist Europa noch zu retten – angesprochen auf die zögerliche Bereitschaft der Slowakei, Flüchtlinge aufzunehmen – die „Obergrenze Null“ und reklamierte im Gegenteil mit Verweis auf die Silvesternacht in Köln einen „Schutz der Europäer“. Zudem sprach er sich für ein Ausscheiden Griechenlands aus der EU und der Eurozone und die Abschaffung des Strukturfonds aus. Als Grund dafür verwies er eigens auf die begünstigte Slowakei, weil dort angeblich mit den Fördermitteln aus Brüssel nur die Korruption Einzug gehalten habe.
Im März 2024 trat Sulík zugunsten seines Nachfolgers Branislav Gröhling als Vorsitzender seiner Partei zurück.
Er spricht fließend Englisch und Deutsch.

## Zitate
Es existieren jedoch vielerlei Gründe, in erster Linie auf die Interessen unseres Landes zu blicken. Denn wir teilen ein abgestecktes Gebiet, mit gemeinsamen Steuern, mit einheitlichen Gesetzen und einer Sprache. Deshalb halte ich es für außerordentlich wichtig und nehme es als meine politische Berufung wahr, darauf Acht zu geben, damit wir nicht um die Freiheit kommen, im Gegenteil, dass ihr Maß wächst. Selbstverständlich denke ich dabei an jene Bürger, die ich als Politiker vertrete. Das ist ein wahrer Liberaler, ungeachtet dessen, dass sich diesen schönen Begriff in den Ländern Westeuropas die Neomarxisten angeeignet haben. (Richard Sulík am 20. August 2018)